# Heste (dokumentarfilm)
Heste er en dansk dokumentarfilm fra 1943 instrueret af Bjarne Henning-Jensen og efter manuskript af Georg Gram, Kai Johansen (manuskriptforfatter)Kai Johansen og Bjarne Henning-Jensen.

## Handling
Hestens funktion i landbruget. De danske hesteracer: den jyske hest, nordbaggen, belgieren, Frederiksborghesten og oldenborgeren. Handel med heste på Hjallerup Marked. Beslagsmedens arbejde med hestenes hove og sko. Trækheste anvendes også i byerne, og så er der selvfølgelig væddeløbshestene - både på travbanen og galopbanen, springhesten til konkurrencer, 'søndagshesten' til rideture i Dyrehaven og militærhesten, der skal kunne klare sig i alle former for terræn.